# Stülinghausen
Stülinghausen ist eine Ortschaft in der Gemeinde Marienheide im Oberbergischen Kreis, Nordrhein-Westfalen, Deutschland.

## Lage und Beschreibung
Der Ort liegt etwa 1,8 km vom Hauptort entfernt, direkt an der Brucher Talsperre.

## Geschichte

### Erstnennung
Im Jahr 1450 wurde der Ort das erste Mal urkundlich erwähnt und zwar als „Privileg für ein Eisenbergwerk up dem Stuelinckhuesen broick“. Die Schreibweise der Erstnennung war Stuelinckhuesen.
Aus dem 18. Jahrhundert ist in der Ortsmitte ein denkmalgeschütztes, kreisrundes Bruchstein-Brunnenhäuschen erhalten.
1832 war Stülinghausen ein Weiler, gelegen an der Trasse der Alten Eisenstraße und 1820 zur Chaussée Hückeswagen - Gummersbach ausgebauten Höhenstraße. Entsprechend wurde Stülinghausen als Rastort sowie Aus- und Umspannort für Fuhrwerke genutzt.
Die Schreibweise der Erstnennung war Stuelinckhuesen.

## Freizeit

### Vereinswesen
- Dorfgemeinschaft Stülinghausen
- Segel- und Kanugemeinschaft Brucher Talsperre

### Wander- und Radwege
Durch Späinghausen führt der Rundwanderweg A7 (Marienheide – Däinghausen – Kotthausen – Schöneborn – Späinghausen – Stülinghausen – Brucher Talsperre – Eberg – Marienheide) mit 9,6 Kilometern Länge.

## Bus und Bahnverbindungen

### Linienbusse
Haltestellen: Stülinghausen und VdK-Heim
- 336 Richtung: Rodt – Kalsbach – Gummersbach
- 336 Richtung: Marienheide – Wipperfürth – Hückeswagen – RS-Lennep